# Mileewa collina
Mileewa collina är en insektsart som beskrevs av Jacobi 1910. Mileewa collina ingår i släktet Mileewa och familjen dvärgstritar. Inga underarter finns listade i Catalogue of Life.